# حواره
حواره (به عربی: حوارة) یک منطقهٔ مسکونی در اردن است که در استان اربد واقع شده‌است. حواره ۲۳٬۹۲۹ نفر جمعیت دارد.